# Marvin Andrews
Marvin Andrews (ur. 22 grudnia 1975 w San Juan na wyspie Trynidad), piłkarz pochodzący z Trynidadu i Tobago, grający na pozycji obrońcy.

## Kariera klubowa
Przed wyjazdem do Szkocji Andrews grał w klubach z Trynidadu – ECM Motown, San Juan Jabloteh i Carib FC. Następnie trynidadzkim obrońcą zainteresował się Raith Rovers i wykupił Andrewsa, by w 2000 roku sprzedać go za 50.000 funtów do Livingston. W obu klubach został uznany piłkarzem sezonu – w Raith Rovers w sezonie 1999/2000, a w Livingston w sezonie 2003/2004. Natomiast w marcu 2004 Andrews zdobył swoje pierwsze trofeum w Szkocji – pomógł drużynie Livingston w wygraniu przez nią Pucharu Ligi Szkockiej, a trofeum to było pierwszym w historii tego klubu. Gra Andrewsa zwróciła uwagę Alexa McLeisha, ówczesnego menedżera Rangers, który ściągnął tego zawodnika do swojego zespołu już w lecie 2004. W sezonie 2004/2005 Andrews zdobył z Rangersami tytuł mistrza Szkocji, natomiast w następnym sezonie Rangersi zajęli dopiero 3. miejsce i kwalifikując się do Pucharu UEFA. Latem 2006 nowym trenerem został Francuz Paul Le Guen i wystawił Andrewsa na listę transferową. Marvin pod koniec okna transferowego zdecydował się powrócić do Raith Rovers. W 2009 roku odszedł z tego klubu do Hamilton Academical, a pół roku później trafił do Queen of the South. Z kolei latem 2010 został piłkarzem walijskiego Wrexham, gdzie spędził sezon 2010/2011.
Następnie Andrews ponownie występował w Szkocji, w zespołach Kirkintilloch Rob Roy, Albion Rovers, Forfar Athletic, Elgin City, Montrose oraz Clyde.

## Kariera reprezentacyjna
W reprezentacji Trynidadu i Tobago Andrews debiutował 5 stycznia 1996 roku w zremisowanym 0:0 meczu z reprezentacją Wenezueli. Od tego czasu Andrews jest etatowym obrońcą w reprezentacji, a selekcjoner Leo Beenhakker powołał go do kadry na Mistrzostwa Świata w Niemczech, na których Andrews był jednak tylko rezerwowym i nie zagrał ani minuty (po porażkach z Anglią (0:2) oraz Paragwajem (0:2) reprezentacja Trynidadu i Tobago wróciła do domu po fazie grupowej).